# Pattison, Texas
Pattison là một thành phố thuộc quận Waller, tiểu bang Texas, Hoa Kỳ. Năm 2010, dân số của xã này là 472 người.

## Dân số
- Dân số năm 2000: 447 người.
- Dân số năm 2010: 472 người.